# Stany Zjednoczone na Letnich Igrzyskach Olimpijskich 1900
Stany Zjednoczone na II Letnich Igrzyskach Olimpijskich w roku 1900 w Paryżu reprezentowało 76 sportowców: 69 mężczyzn i 7 kobiet startujących w 11 dyscyplinach. Irving Baxter oraz Walter Tewksbury, byli zawodnikami którzy indywidualnie zdobyli największą liczbę medali (5) pośród wszystkich startujących zawodników.

## Zdobyte medale
| Medal  | Zawodnik | Dyscyplina    | Konkurencja                | Rezultat |
| ------ | --- | ------------- | -------------------------- | -------- |
| Złoto  | Irving Baxter | Lekkoatletyka | Skok wzwyż                 | 1,90 m   |
| Złoto  | Irving Baxter | Lekkoatletyka | Skok o tyczce              | 3,30 m   |
| Złoto  | Alvin Kraenzlein | Lekkoatletyka | Bieg na 60 m               | 7,0 s    |
| Złoto  | Alvin Kraenzlein | Lekkoatletyka | Bieg na 110 m przez płotki | 15,4 s   |
| Złoto  | Alvin Kraenzlein | Lekkoatletyka | Bieg na 200 m przez płotki | 25,4 s   |
| Złoto  | Alvin Kraenzlein | Lekkoatletyka | Skok w dal                 | 7,18 m   |
| Złoto  | Walter Tewksbury | Lekkoatletyka | Bieg na 200 m              | 22,2 s   |
| Złoto  | Walter Tewksbury | Lekkoatletyka | Bieg na 400 m przez płotki | 57,6 s   |
| Złoto  | Frank Jarvis | Lekkoatletyka | Bieg na 100 m              | 11,2 s   |
| Złoto  | Maxey Long | Lekkoatletyka | Bieg na 400 m              | 49,4 s   |
| Złoto  | Ray Ewry | Lekkoatletyka | Skok wzwyż z miejsca       | 1,65 m   |
| Złoto  | Ray Ewry | Lekkoatletyka | Skok w dal z miejsca       | 3,30 m   |
| Złoto  | Ray Ewry | Lekkoatletyka | Trójskok z miejsca         | 10,58 m  |
| Złoto  | Myer Prinstein | Lekkoatletyka | Trójskok                   | 14,47 m  |
| Złoto  | Richard Sheldon | Lekkoatletyka | Pchnięcie kulą             | 14,10 m  |
| Złoto  | John Flanagan | Lekkoatletyka | Rzut młotem                | 51,01 m  |
| Złoto  | Charles Sands | Golf          | Mężczyźni indywidualnie    |          |
| Złoto  | Margaret Abbott | Golf          | Kobiety indywidualnie      |          |
| Złoto  | John Exley Harry DeBaecke James Juvenal John Geiger William Carr Edwin Hedley Edward Marsh Roscoe Lockwood Louis Abell | Wioślarstwo   | Ósemka                     | 6:07,8   |
| Srebro | Irving Baxter | Lekkoatletyka | Skok w dal z miejsca       | 3,135 m  |
| Srebro | Irving Baxter | Lekkoatletyka | Skok wzwyż z miejsca       | 1,525 m  |
| Srebro | Irving Baxter | Lekkoatletyka | Trójskok z miejsca         | 9,95 m   |
| Srebro | Walter Tewksbury | Lekkoatletyka | Bieg na 60 m               | 7,1 s    |
| Srebro | Walter Tewksbury | Lekkoatletyka | Bieg na 100 m              |          |
| Srebro | William Holland | Lekkoatletyka | Bieg na 400 m              | 49,6 s   |
| Srebro | John Cregan | Lekkoatletyka | Bieg na 800 m              | 2:01,8 s |
| Srebro | John McLean | Lekkoatletyka | Bieg na 110 m przez płotki | 15,6 s   |
| Srebro | Meredith Colket | Lekkoatletyka | Skok o tyczce              | 3,25 m   |
| Srebro | Myer Prinstein | Lekkoatletyka | Skok w dal                 | 7,17 m   |
| Srebro | James Connolly | Lekkoatletyka | Trójskok                   | 13,97 m  |
| Srebro | Josiah McCracken | Lekkoatletyka | Pchnięcie kulą             | 12,85 m  |
| Srebro | Truxtun Hare | Lekkoatletyka | Rzut młotem                | 46,26 m  |
| Srebro | Paulline Whittier | Golf          | Kobiety indywidualnie      |          |
| Brąz   | Walter Tewksbury | Lekkoatletyka | Bieg na 200 m przez płotki | 26,1 s   |
| Brąz   | David Hall | Lekkoatletyka | Bieg na 800 m              | 2:03,0 s |
| Brąz   | John Bray | Lekkoatletyka | Bieg na 1500 m             | 4:07,2 s |
| Brąz   | Frederick Moloney | Lekkoatletyka | Bieg na 110 m przez płotki | 15,6 s   |
| Brąz   | Lewis Sheldon | Lekkoatletyka | Skok wzwyż z miejsca       | 1,50 m   |
| Brąz   | Lewis Sheldon | Lekkoatletyka | Trójskok                   | 13,64 m  |
| Brąz   | Robert Garrett | Lekkoatletyka | Trójskok z miejsca         | 9,50 m   |
| Brąz   | Robert Garrett | Lekkoatletyka | Pchnięcie kulą             | 12,35 m  |
| Brąz   | Richard Sheldon | Lekkoatletyka | Rzut dyskiem               | 34,60 m  |
| Brąz   | Josiah McCracken | Lekkoatletyka | Rzut młotem                | 43,58 m  |
| Brąz   | John Henry Lake | Kolarstwo     | Kolarstwo torowe - Sprint  |          |
| Brąz   | Daria Pratt | Golf          | Kobiety indywidualnie      |          |
| Brąz   | H. MacHenry | Żeglarstwo    | Klasa 3-10 ton             | 4:38,49  |
| Brąz   | Marion Jones Farquhar                                                                                                  | Tenis ziemny  | Kobiety gra pojedyncza     |          |

## Skład kadry

### Golf
| Zawodnik                 | Konkurencja       | Runda 1 | Runda 2 | Łącznie | Pozycja |
| ------------------------ | ----------------- | ------- | ------- | ------- | ------- |
| Charles Sands            | indywidualnie (m) | 82      | 85      | 167     | złoto   |
| Frederick Winslow Taylor | indywidualnie (m) | b.d     | b.d     | 182     | 4.      |
| Albert Lambert           | indywidualnie (m) | 94      | 95      | 189     | 8.      |
| Arthur Lord              | indywidualnie (m) | b.d     | b.d     | 221     | 9.      |
| Margaret Ives Abbott     | indywidualnie (k) | b.d     | b.d     | 47      | złoto   |
| Pauline Whittier         | indywidualnie (k) | b.d     | b.d     | 49      | srebro  |
| Daria Pratt              | indywidualnie (k) | b.d     | b.d     | 53      | brąz    |
| Ellen Ridgway            | indywidualnie (k) | b.d     | b.d     | 57      | 5.      |
| Mary Abbott              | indywidualnie (k) | b.d     | b.d     | 65      | 7.      |

### Kolarstwo
| Zawodnik        | Konkurencja | Eliminacje                                                                                       | Eliminacje | Ćwierćfinały           | Ćwierćfinały | Półfinały                          | Półfinały | Finał                           | Finał                | Pozycja              |
| Zawodnik        | Konkurencja | Przeciwnik                                                                                       | Czas       | Przeciwnik             | Czas         | Przeciwnik                         | Czas      | Przeciwnik                      | Czas                 | Pozycja              |
| --------------- | ----------- | ------------------------------------------------------------------------------------------------ | ---------- | ---------------------- | ------------ | ---------------------------------- | --------- | ------------------------------- | -------------------- | -------------------- |
| John Henry Lake | sprint      | Paul Espeit Gaston Bullier J. Bérard Maxime Bertrand Vladislav Chalupa Jacques Droëtti M. Steitz | 1:35,8     | Giacomo Stratta Chaput | 2:02,0       | Ferdinand Vasserot Léon Maisonnave | 2:09,6    | Albert Taillandier Fernand Sanz | b.d                  | brąz                 |
| John Henry Lake | 25 km       |                                                                                                  |            |                        |              |                                    |           | Nie ukończył wyścigu            | Nie ukończył wyścigu | Nie ukończył wyścigu |

### Lekkoatletyka
Mężczyźni
Konkurencje biegowe
| Zawodnik          | Konkurencja           | Eliminacje | Eliminacje | Półfinał      | Półfinał      | Repasaż       | Repasaż       | Finał                 | Finał                 |
| Zawodnik          | Konkurencja           | Wynik      | Miejsce    | Wynik         | Miejsce       | Wynik         | Miejsce       | Wynik                 | Miejsce               |
| ----------------- | --------------------- | ---------- | ---------- | ------------- | ------------- | ------------- | ------------- | --------------------- | --------------------- |
| Alvin Kraenzlein  | 60 m                  | 7,0        | 1.         |               |               |               |               | 7,0                   | złoto                 |
| Edmund Minahan    | 60 m                  | 7,0        | 2.         |               |               |               |               | 7,3                   | 4.                    |
| William Holland   | 60 m                  | b.d        | 3.         |               |               |               |               | Nie awansował         | Nie awansował         |
| Walter Tewksbury  | 60 m                  | 7,2        | 1.         |               |               |               |               | 7,1                   | srebro                |
| Arthur Duffey     | 100 m                 | 11,4       | 1.         | 11,0          | 1.            |               |               | Nie ukończył biegu    | Nie ukończył biegu    |
| Frederick Moloney | 100 m                 | 11,5       | 2.         | b.d           | 3.            | b.d           | 4.            | Nie awansował         | Nie awansował         |
| Walter Tewksbury  | 100 m                 | 11,4       | 1.         | 10,8          | 1.            |               |               | 11,1                  | srebro                |
| Thaddeus McClain  | 100 m                 | 11,4       | 2.         | 11,3          | 2.            | b.d           | 4.            | Nie awansował         | Nie awansował         |
| Frank Jarvis      | 100 m                 | 10,8       | 1.         | 11,2          | 1.            |               |               | 11,0                  | złoto                 |
| Clark Leiblee     | 100 m                 | 11,4       | 1.         | 10,9          | 2.            | b.d           | 3.            | Nie awansował         | Nie awansował         |
| Edmund Minahan    | 100 m                 | 11,5       | 2.         | b.d           | 4.            | Nie awansował | Nie awansował | Nie awansował         | Nie awansował         |
| Charles Burroughs | 100 m                 | 11,4       | 1.         | b.d           | 3.            | b.d           | 4.            | Nie awansował         | Nie awansował         |
| Dixon Boardman    | 100 m                 | 11,5       | 2.         | b.d           | 4.            | Nie awansował | Nie awansował | Nie awansował         | Nie awansował         |
| Henry Slack       | 100 m                 | b.d        | 3.         | Nie awansował | Nie awansował | Nie awansował | Nie awansował |                       |                       |
| William Holland   | 200 m                 | 24,0       | 1.         |               |               |               |               | 22,9                  | 4.                    |
| Walter Tewksbury  | 200 m                 | 25,1       | 2.         |               |               |               |               | 22,2                  | złoto                 |
| Maxey Long        | 400 m                 | 50,4       | 1.         |               |               |               |               | 49,4                  | złoto                 |
| Harry Lee         | 400 m                 | b.d        | 2.         |               |               |               |               | Nie stanął na starcie | Nie stanął na starcie |
| Harvey Lord       | 400 m                 | b.d        | 3.         |               |               |               |               | Nie awansował         | Nie awansował         |
| Walter Drumheller | 400 m                 | b.d        | 3.         |               |               |               |               | Nie awansował         | Nie awansował         |
| William Moloney   | 400 m                 | 51,0       | 1.         |               |               |               |               | Nie stanął na starcie | Nie stanął na starcie |
| Dixon Boardman    | 400 m                 | 51,2       | 1.         |               |               |               |               | Nie stanął na starcie | Nie stanął na starcie |
| William Holland   | 400 m                 | b.d        | 2.         |               |               |               |               | b.d                   | srebro                |
| Henry Slack       | 400 m                 | b.d        | 3.         |               |               |               |               | Nie awansował         | Nie awansował         |
| David Hall        | 800 m                 | 1:59,0     | 1.         |               |               |               |               | 2:03,8                | brąz                  |
| Howard Hayes      | 800 m                 | b.d        | 3.         |               |               |               |               | Nie awansował         | Nie awansował         |
| Walter Drumheller | 800 m                 | b.d        | 6.         |               |               |               |               | Nie awansował         | Nie awansował         |
| Justus Scrafford  | 800 m                 | 2:01,8     | 3.         |               |               |               |               | Nie awansował         | Nie awansował         |
| Edward Bushnell   | 800 m                 | b.d        | 6.         |               |               |               |               | Nie awansował         | Nie awansował         |
| Harrison Smith    | 800 m                 | b.d        | 6.         |               |               |               |               | Nie awansował         | Nie awansował         |
| John Cregan       | 800 m                 | 2:03,0     | 1.         |               |               |               |               | 2:03,0                | srebro                |
| John Bray         | 800 m                 | b.d.       | 2.         |               |               |               |               | b.d                   | 6.                    |
| Harvey Lord       | 800 m                 | 2:04,5     | 3.         |               |               |               |               | Nie awansował         | Nie awansował         |
| Edward Mechling   | 800 m                 | b.d        | 4.         |               |               |               |               | Nie awansował         | Nie awansował         |
| John Bray         | 1500 m                |            |            |               |               |               |               | 4:07,0                | brąz                  |
| David Hall        | 1500 m                |            |            |               |               |               |               | b.d                   | 4.                    |
| Arthur Newton     | maraton               |            |            |               |               |               |               | 4:04,12               | 5.                    |
| Alvin Kraenzlein  | 110 m przez płotki    | 15,6       | 1.         |               |               |               |               | 15,4                  | złoto                 |
| Frederick Moloney | 110 m przez płotki    | 16,0       | 2.         |               |               | 17,0          | 1.            | 15,6                  | brąz                  |
| John McLean       | 110 m przez płotki    | 16,3       | 3.         |               |               | 17,0          | 1.            | 15,5                  | srebro                |
| William Remington | 110 m przez płotki    | 16,8       | 2.         |               |               | b.d           | 2.            | Nie awansował         | Nie awansował         |
| William Lewis     | 110 m przez płotki    | b.d        | 3.         |               |               | 17,8          | 2.            | Nie awansował         | Nie awansował         |
| Alvin Kraenzlein  | 200 m przez płotki    | 27,0       | 1.         |               |               |               |               | 25,4                  | złoto                 |
| Walter Tewksbury  | 200 m przez płotki    | 27,1       | 2.         |               |               |               |               | 26,1                  | brąz                  |
| Frederick Moloney | 200 m przez płotki    | 27,6       | 3.         |               |               |               |               | Nie awansował         | Nie awansował         |
| William Remington | 200 m przez płotki    | b.d        | 4.         |               |               |               |               | Nie awansował         | Nie awansował         |
| Thaddeus McClain  | 200 m przez płotki    | 27,2       | 3.         |               |               |               |               | Nie awansował         | Nie awansował         |
| William Lewis     | 200 m przez płotki    | b.d        | 5.         |               |               |               |               | Nie awansował         | Nie awansował         |
| Walter Tewksbury  | 400 m przez płotki    | 1:01,0     | 1.         |               |               |               |               | 57,6                  | złoto                 |
| William Lewis     | 400 m przez płotki    | 1:02,4     | 2.         |               |               |               |               | Nie stanął na starcie | Nie stanął na starcie |
| Arthur Newton     | 2500 m z przeszkodami |            |            |               |               |               |               | b.d                   | 4.                    |
| Thaddeus McClain  | 4000 m z przeszkodami |            |            |               |               |               |               | b.d                   | 7.                    |

Konkurencje techniczne
| Zawodnik          | Konkurencja          | Eliminacje                      | Eliminacje                      | Finał                           | Finał                           |
| Zawodnik          | Konkurencja          | Wynik                           | Miejsce                         | Wynik                           | Miejsce                         |
| ----------------- | -------------------- | ------------------------------- | ------------------------------- | ------------------------------- | ------------------------------- |
| Richard Sheldon   | rzut dyskiem         | 34,10                           | 3.                              | 34,60                           | brąz                            |
| John Flanagan     | rzut dyskiem         | 33,00                           | 7.                              | Nie awansował                   | Nie awansował                   |
| Josiah McCracken  | rzut dyskiem         | 32,00                           | 10.                             | Nie awansował                   | Nie awansował                   |
| Robert Garrett    | rzut dyskiem         | Nie oddał żadnego ważnego rzutu | Nie oddał żadnego ważnego rzutu | Nie oddał żadnego ważnego rzutu | Nie oddał żadnego ważnego rzutu |
| Truxtun Hare      | rzut dyskiem         | Nie oddał żadnego ważnego rzutu | Nie oddał żadnego ważnego rzutu | Nie oddał żadnego ważnego rzutu | Nie oddał żadnego ważnego rzutu |
| Richard Sheldon   | pchnięcie kulą       | 13,80                           | 1.                              | 14,10                           | złoto                           |
| Josiah McCracken  | pchnięcie kulą       | 12,85                           | 2.                              | Nie stanął na starcie           | srebro                          |
| Robert Garrett    | pchnięcie kulą       | 12,37                           | 3.                              | Nie stanął na starcie           | brąz                            |
| Truxtun Hare      | pchnięcie kulą       | 10,92                           | 8.                              | Nie awansował                   | Nie awansował                   |
| Myer Prinstein    | skok w dal           | 7,175                           | 1.                              | 7,175                           | srebro                          |
| Alvin Kraenzlein  | skok w dal           | 6,930                           | 2.                              | 7,185                           | złoto                           |
| William Remington | skok w dal           | 6,725                           | 4.                              | 6,825                           | 4.                              |
| John McLean       | skok w dal           | 6,655                           | 6.                              | Nie awansował                   | Nie awansował                   |
| Thaddeus McClain  | skok w dal           | 6,435                           | 7.                              | Nie awansował                   | Nie awansował                   |
| Ray Ewry          | skok w dal z miejsca |                                 |                                 | 3,210                           | złoto                           |
| Irving Baxter     | skok w dal z miejsca |                                 |                                 | 3,135                           | srebro                          |
| Lewis Sheldon     | skok w dal z miejsca |                                 |                                 | 3,020                           | 4.                              |
| Myer Prinstein    | trójskok             |                                 |                                 | 14,47                           | złoto                           |
| James Connolly    | trójskok             |                                 |                                 | 13,97                           | srebro                          |
| Lewis Sheldon     | trójskok             |                                 |                                 | 13,64                           | brąz                            |
| Daniel Horton     | trójskok             |                                 |                                 | b.d                             | 7.                              |
| Frank Jarvis      | trójskok             |                                 |                                 | b.d                             | 7.                              |
| John McLean       | trójskok             |                                 |                                 | b.d                             | 7.                              |
| Ray Ewry          | trójskok z miejsca   |                                 |                                 | 10,58                           | złoto                           |
| Irving Baxter     | trójskok z miejsca   |                                 |                                 | 9,95                            | srebro                          |
| Robert Garrett    | trójskok z miejsca   |                                 |                                 | 9,50                            | brąz                            |
| Lewis Sheldon     | trójskok z miejsca   |                                 |                                 | 9,45                            | 4.                              |
| Daniel Horton     | trójskok z miejsca   |                                 |                                 | b.d                             | 5.                              |
| Frank Jarvis      | trójskok z miejsca   |                                 |                                 | b.d                             | 5.                              |
| John McLean       | trójskok z miejsca   |                                 |                                 | b.d                             | 5.                              |
| John Flanagan     | rzut młotem          |                                 |                                 | 51,01                           | złoto                           |
| Truxtun Hare      | rzut młotem          |                                 |                                 | 46,26                           | srebro                          |
| Josiah McCracken  | rzut młotem          |                                 |                                 | 43,58                           | brąz                            |
| Irving Baxter     | skok wzwyż           |                                 |                                 | 1,90                            | złoto                           |
| Ray Ewry          | skok wzwyż z miejsca |                                 |                                 | 1,655                           | złoto                           |
| Irving Baxter     | skok wzwyż z miejsca |                                 |                                 | 1,525                           | złoto                           |
| Lewis Sheldon     | skok wzwyż z miejsca |                                 |                                 | 1,500                           | brąz                            |
| Irving Baxter     | skok o tyczce        |                                 |                                 | 3,30                            | złoto                           |
| Meredith Colket   | skok o tyczce        |                                 |                                 | 3,25                            | srebro                          |

### Pływanie
| Zawodnik       | Konkurencja          | Półfinał | Półfinał | Finał         | Finał         |
| Zawodnik       | Konkurencja          | Czas     | Miejsce  | Czas          | Miejsce       |
| -------------- | -------------------- | -------- | -------- | ------------- | ------------- |
| Fred Hendschel | 200 m dowolnym       | 3:42,0   | 3.       | Nie awansował | Nie awansował |
| Fred Hendschel | 200 m z przeszkodami | 3:45,2   | 4.       | Nie awansował | Nie awansował |

### Polo
Foxhall Parker Keene, Frank MacKey byli zawodnikiami drużyny polo Foxhunters Hurlingham, która to drużyna zdobyła złoty medal, natomiast Walter McCreery zdobył wraz z drużyną BLO Polo Club Rugby srebrny medal.

### Szermierka
| Zawodnik   | Konkurencja      | Runda 1       | Runda 1 | Ćwierćfinały  | Ćwierćfinały  | Półfinały     | Półfinały     | Finał         | Finał         | Pozycja       |
| Zawodnik   | Konkurencja      | Przeciwnik    | Wynik   | Przeciwnik    | Wynik         | Przeciwnik    | Wynik         | Przeciwnik    | Wynik         | Pozycja       |
| ---------- | ---------------- | ------------- | ------- | ------------- | ------------- | ------------- | ------------- | ------------- | ------------- | ------------- |
| F. Weill   | floret amatorzy  | Léon Thiébaut | P       | Nie awansował | Nie awansował | Nie awansował | Nie awansował | Nie awansował | Nie awansował | Nie awansował |
| N. Orleans | szabla zawodowcy | b.d           | P       | Nie awansował | Nie awansował | Nie awansował | Nie awansował | Nie awansował | Nie awansował | Nie awansował |

### Tenis ziemny
| Zawodnik                     | Konkurencja | 1/8                             | Ćwierćfinały                                   | Półfinały                                | Finał            | Finał   |
| Zawodnik                     | Konkurencja | Przeciwnik Wynik                | Przeciwnik Wynik                               | Przeciwnik Wynik                         | Przeciwnik Wynik | Pozycja |
| ---------------------------- | ----------- | ------------------------------- | ---------------------------------------------- | ---------------------------------------- | ---------------- | ------- |
| Basil Garmendia              | singel (m)  | Charles Voight W 2:0 (6:1,6:3)  | Lawrence Doherty P 0:2 (2:6, 6:8)              | Nie awansował                            | Nie awansował    | 5.      |
| Charles Voight               | singel (m)  | Basil Garmendia P 0:2 (1:6,3:6) | Nie awansował                                  | Nie awansował                            | Nie awansował    | 8.      |
| Charles Sands                | singel (m)  | Harold Mahony P 0:2 (2:6,3:6)   | Nie awansował                                  | Nie awansował                            | Nie awansował    | 8.      |
| Georgina Jones               | singel (k)  |                                 | Hélène Prévost P 0:2 (0:6, 1:6)                | Nie awansowała                           | Nie awansowała   | 5.      |
| Marion Jones                 | singel (k)  |                                 |                                                | Charlotte Cooper Sterny P 0:2 (2:6. 5:7) | Nie awansowała   | brąz    |
| Georgina Jones Charles Sands | mikst       |                                 | Marion Jones Lawrence Doherty P 0:2 (1:6, 5:7) | Nie awansowali                           | Nie awansowali   | 5.      |

Basil de Garmendia wystąpił w parze z Francuzem Maxem Décugisem w grze podwójnej, w której zdobył srebrny medal, natomiast Charles Sands wystąpił w parze z Brytyjczykiem Archibaldem Wardenem, odpadając w ćwierćfinale.

### Wioślarstwo
| Zawodnik | Konkurencja | Półfinały | Półfinały | Finał  | Finał | Miejsce |
| Zawodnik | Konkurencja | Czas      | M.        | Czas   | M.    | Miejsce |
| --- | ----------- | --------- | --------- | ------ | ----- | ------- |
| William Carr Harry DeBaecke John Exley John Geiger Edwin Hedley James Juvenal Roscoe Lockwood Edward Marsh Louis Abell | M8+         | 5:15,4    | 1.        | 6:07,8 | 1.    | złoto   |

### Żeglarstwo
| Sternik (Państwo) | Załoga | Nazwa jachtu | Czas rzeczywisty | Handicap | Czas    | Pozycja |
| ----------------- | ------ | ------------ | ---------------- | -------- | ------- | ------- |
| H. MacHenry       | b.d    | Frimousse    | 4:04:39          | 34:10    | 4:38:49 | brąz    |